# ミリコヴォ
ミリコヴォ（露：Мильково）は、カムチャツカ地方中部にある街。ミリコヴォ地区の中心部でもあり、赤蝦夷風説記では上勘察加と表記されていた。人口は7352人（2021年）。
- ミリコヴォ
- ミルコヴォ
- ミルコヴシュカ
- ミルコフスキー

## 歴史
1743年にステパン・クラシェニンニコフのカムチャツカ地誌で初めて記された。
1733年に皇后アンナ・イオアンノヴナの命令により、カムチャツカでの農業の発展を命じた。この法令を実行するために、1738年に20家族がレナのほとりからカムチャツカに運ばれ、そのうち5家族は1743年にミルコヴォの村が生まれたミルコヴシュカとして知られるようになったイムチェレク川(アムチェリク川と同じと思われる)に定住。
サービスと産業の人々の大規模な流入は、カムチャツカの発展に関連したキャンペーンを引き起こしました。これらはヤクートのコサックと実業家であり、その中でアナディル、ロシアのオールドタイマー、シベリアのコサック、兵士、農民、探検に奉仕する職人が特別な役割を果たした。新しい土地に定住した後、農民は先住民に近づき、最終的にダグアウトを離れて小屋に住み始めたイテルメンは、牛の繁殖、ガーデニングに従事し始め、ロシアの釣り方法(ネットワーク)を学びました。鉄の道具なしですべてを行うイテルメンの能力に特に注意を払う必要があります:構築、チョップ、ポンド、カット、縫製、火を抽出し、木製の皿で食べ物を調理します。
1752年、イルクーツクの商人によりアムシャリク川のほとりで見つかった鉱石から20poodsの鉄を製錬しました。その後ミルコヴォに製鉄所が設立されたが、しかし20年後、鉄の品質が悪く、輸入に比べてコストが高いため、廃業した。
1780年にジャガイモが移入され、地元の人々はすぐにジャガイモの農耕の方法を覚えた。
1818年に最初の病院が開設された。最初のロシア世界一周遠征に参加した帆船ナデジダの乗組員が集めた資金で建設された。
1854年、ペトロパブロフスクが英仏戦隊による捕獲を脅かされたとき、他の村と同様に、ミルコヴォに防衛分遣隊が設立され、都市の擁護者を助けるために送られた。
1870年にミルコヴォに教区学校が開校した。
1917年に10月革命とその後の内戦と外国の介入は、カムチャツカの住民の生活を根本的に変えた。ミルコヴォは日本軍との戦いで赤軍パルチザンを積極的に助けた。キルガニクに前線支援委員会が設立された。
1934年、ミルコフスキー地区の当局はそり犬の繁殖を行うことを決定した。
1936年5月28日、ミルコヴォ-ペトロパブロフスク-カムチャツキー航空が開通した。
独ソ戦争中、村人たちは3,360,700ルーブルの個人貯蓄を集め、爆撃機、戦車「ミルコフスキーコムソモレッツ」、「ミルコフスキー集団農家」、その他の軍事装備の工場の建設に充てられた。
1966年、ミルコヴォとペトロパブロフスク・カムチャツキーを結ぶ道路が開通。
1972年にソビエト連邦で最初の農村オリンピックがミルコヴォで開催された。

## 文化
ミルコヴォには芸術文化の家があり、村ではレーニン広場の隣にある「RDK」と呼ばれ、カムチャツカ地域統一博物館の部門もあります。
村には、地区、子供、支部の3つの図書館があります[20]。
ロックフェスティバルは毎年8月に開催されます。このフェスティバルは2012年から開催されており、ペトロパブロフスク・カムチャツキー、ヴィリュチンスク、エリゾフ、その他の都市や村のグループを集めています。彼らの間で最高のグループのための競争が開催されます。
毎年恒例のミルコフスキー・アルバート・ブリクフェスト・フェスティバルは5月/6月に開催されます。異なる創造的な方向性を持つ人々がそれのために集まります。
8月には、ミルコヴォ村の誕生日を記念して大きな祝日が開催されます。
冬には、犬ぞりレース「ベリンギア」がここで行われる。